# Ctenitis meridionalis
Ctenitis meridionalis är en träjonväxtart som först beskrevs av Jean Louis Marie Poiret, och fick sitt nu gällande namn av Ren-Chang Ching. Ctenitis meridionalis ingår i släktet Ctenitis och familjen Dryopteridaceae. Inga underarter finns listade.